# Championnats du monde de judo 2019
Navigation
Édition précédente Édition suivante
Les championnats du monde de judo 2019, trente-septième édition des championnats du monde de judo, ont lieu du 25 août au 1er septembre 2019 à Tokyo au Japon.

## Podiums

### Femmes
| Épreuves                          | Or                  | Argent            | Bronze                                |
| --------------------------------- | ------------------- | ----------------- | ------------------------------------- |
| Moins de 48 kg Poids super-légers | Daria Bilodid       | Funa Tonaki       | Urantsetseg Munkhbat Distria Krasniqi |
| Moins de 52 kg Poids mi-légers    | Uta Abe             | Natalia Kuzyutina | Majlinda Kelmendi Ai Shishime         |
| Moins de 57 kg Poids légers       | Christa Deguchi     | Tsukasa Yoshida   | Julia Kowalczyk Rafaela Silva         |
| Moins de 63 kg Poids mi-moyens    | Clarisse Agbegnenou | Miku Tashiro      | Martyna Trajdos Juul Franssen         |
| Moins de 70 kg Poids moyens       | Marie-Ève Gahié     | Bárbara Timo      | Sally Conway Margaux Pinot            |
| Moins de 78 kg Poids mi-lourds    | Madeleine Malonga   | Shori Hamada      | Loriana Kuka Mayra Aguiar             |
| Plus de 78 kg Poids lourds        | Akira Sone          | Idalys Ortíz      | Kayra Sayit Sarah Asahina             |

### Hommes
| Épreuves                          | Or                   | Argent                      | Bronze                                 |
| --------------------------------- | -------------------- | --------------------------- | -------------------------------------- |
| Moins de 60 kg Poids super-légers | Lukhumi Chkhvimiani  | Sharafuddin Lutfillaev (en) | Yeldos Smetov Ryuju Nagayama           |
| Moins de 66 kg Poids mi-légers    | Jōshirō Maruyama     | Kim Lim-hwan (en)           | Hifumi Abe Denis Vieru                 |
| Moins de 73 kg Poids légers       | Shohei Ōno           | Rustam Orujov               | Hidayat Heydarov Denis Yartsev (en)    |
| Moins de 81 kg Poids mi-moyens    | Sagi Muki            | Matthias Casse              | Antoine Valois-Fortier Luka Maisuradze |
| Moins de 90 kg Poids moyens       | Noël van 't End (en) | Shōichiro Mukai             | Axel Clerget Nemanja Majdov (en)       |
| Moins de 100 kg Poids mi-lourds   | Jorge Fonseca        | Niyaz Ilyasov               | Michael Korrel (en) Aaron Wolf         |
| Plus de 100 kg Poids lourds       | Lukáš Krpálek        | Hisayoshi Harasawa          | Kim Min-jong Roy Meyer                 |

### Par équipes
| Épreuve | Or | Or | Argent | Argent | Bronze | Bronze |
| ------- | --- | --- | --- | --- | --- | --- |
| Mixte   | Japon Chizuru Arai Shori Hamada Hisayoshi Harasawa Soichi Hashimoto Kokoro Kageura Shoichiro Mukai Sanshiro Murao Shohei Ōno Yoko Ono Akira Sone Momo Tamaoki Tsukasa Yoshida | Japon Chizuru Arai Shori Hamada Hisayoshi Harasawa Soichi Hashimoto Kokoro Kageura Shoichiro Mukai Sanshiro Murao Shohei Ōno Yoko Ono Akira Sone Momo Tamaoki Tsukasa Yoshida | France Amandine Buchard Guillaume Chaine Axel Clerget Sarah-Léonie Cysique Alpha Oumar Djalo Marie-Ève Gahié Alexandre Iddir Kilian Le Blouch Anne-Fatoumata M'Bairo Madeleine Malonga Cyrille Maret Margaux Pinot | France Amandine Buchard Guillaume Chaine Axel Clerget Sarah-Léonie Cysique Alpha Oumar Djalo Marie-Ève Gahié Alexandre Iddir Kilian Le Blouch Anne-Fatoumata M'Bairo Madeleine Malonga Cyrille Maret Margaux Pinot | Russie Ksenia Chibisova Kirill Denisov Lechi Ediev Anna Gushchina Mikhail Igolnikov Khusen Khalmurzaev Anastasia Konkina Daria Mezhetskaia Evgeny Prokopchuk Alena Prokopenko Madina Taimazova Inal Tasoev | Brésil Maria Suelen Altheman Eduardo Barbosa Tamires Crude Rafael Macedo David Moura Maria Portela Ellen Santana Eduardo Yudy Santos Jeferson Santos Junior Rafael Silva Rafaela Silva Beatriz Souza |

## Tableau des médailles
Les équipes à égalité sont départagées au classement par le nombre de 5es et de 7es places obtenues au cours des championnats.
- Pays organisateur ( Japon)

| Rang  | Nation             | Or | Argent | Bronze | Total |
| ----- | ------------------ | -- | ------ | ------ | ----- |
| 1     | Japon              | 5  | 6      | 5      | 16    |
| 2     | France             | 3  | 1      | 2      | 6     |
| 3     | Portugal           | 1  | 1      | 0      | 2     |
| 4     | Pays-Bas           | 1  | 0      | 3      | 4     |
| 5     | Géorgie            | 1  | 0      | 1      | 2     |
| 6     | Canada             | 1  | 0      | 1      | 2     |
| 7     | Israël             | 1  | 0      | 0      | 1     |
| 7     | Ukraine            | 1  | 0      | 0      | 1     |
| 9     | République tchèque | 1  | 0      | 0      | 1     |
| 10    | Russie             | 0  | 2      | 2      | 4     |
| 11    | Azerbaïdjan        | 0  | 1      | 1      | 2     |
| 12    | Corée du Sud       | 0  | 1      | 1      | 2     |
| 13    | Belgique           | 0  | 1      | 0      | 1     |
| 13    | Cuba               | 0  | 1      | 0      | 1     |
| 13    | Ouzbékistan        | 0  | 1      | 0      | 1     |
| 16    | Brésil             | 0  | 0      | 3      | 3     |
| 17    | Kosovo             | 0  | 0      | 3      | 3     |
| 18    | Kazakhstan         | 0  | 0      | 1      | 1     |
| 18    | Mongolie           | 0  | 0      | 1      | 1     |
| 20    | Grande-Bretagne    | 0  | 0      | 1      | 1     |
| 21    | Allemagne          | 0  | 0      | 1      | 1     |
| 21    | Turquie            | 0  | 0      | 1      | 1     |
| 23    | Moldavie           | 0  | 0      | 1      | 1     |
| 23    | Pologne            | 0  | 0      | 1      | 1     |
| 23    | Serbie             | 0  | 0      | 1      | 1     |
| Total | Total              | 15 | 15     | 30     | 60    |